# Championnat de Jamaïque de football
Le championnat de Jamaïque de football ou National Premier League (anciennement Red Stripe Premier League) est la seule ligue nationale de football du pays. Créée en 1973, elle regroupe douze équipes. Le champion et le finaliste du championnat sont qualifiés pour le CFU Club Championship.
Les deux derniers de Premier League sont relégués dans une des quatre ligues régionales : KSAFA Super League, South Central Confederation Super League,Eastern Confederation Super League ou Western Confederation Super League.

## Équipes participantes en 2022-2023
Quatorze équipes disputent le championnat de la Jamaïque.
| \| Kingston: Arnett Gardens Cavalier FC Harbour View Molynes United Tivoli Gardens Waterhouse FC Maroons Dunbeholden Humble Lions Montego Bay Faulkland FC Mount Pleasant Portmore Vere Kingston \| Localisation des clubs. |
| Kingston: Arnett Gardens Cavalier FC Harbour View Molynes United Tivoli Gardens Waterhouse FC Maroons Dunbeholden Humble Lions Montego Bay Faulkland FC Mount Pleasant Portmore Vere Kingston                               |

| Équipe               | Classement 2022    | Ville            | Stade                          |
| -------------------- | ------------------ | ---------------- | ------------------------------ |
| Harbour View         | Champion           | Kingston         | Stade Harbour View             |
| Dunbeholden FC       | Finaliste          | Spanish Town     | Prison Oval                    |
| Cavalier FC          | 3e                 | Kingston         | Stade East Field               |
| Waterhouse FC        | 4e                 | Kingston         | Stade Waterhouse               |
| Arnett Gardens       | Quart-de-finaliste | Kingston         | Complexe Tony Spaulding Sports |
| Mount Pleasant FA    | Quart-de-finaliste | Runaway Bay (en) | Complexe Drax Hall             |
| Mount Pleasant FA    | 7e                 | Runaway Bay (en) | Complexe Drax Hall             |
| Tivoli Gardens       | 8e                 | Kingston         | Railway Oval                   |
| Vere United          | 9e                 | Hayes (en)       | Centre d'excellence Wembley    |
| Portmore United      | 10e                | Portmore         | Complexe sportive Ferdi Neita  |
| Molynes United (en)  | 11e                | Kingston         | Parc Jacisera                  |
| Montego Bay United   | 12e                | Montego Bay      | Montego Bay Sports Complex     |
| Faulkland FC         | Promu              | Montego Bay      |                                |
| FC Chapelton Maroons | Promu              | Clarendon        |                                |

Légende des couleurs
- Tenant du titre
- Promu des ligues régionales

## Palmarès
| Année     | Champion                  |
| 1973-1974 | Santos F.C. (1)           |
| 1974-1975 | Santos F.C. (2)           |
| 1975-1976 | Santos F.C. (3)           |
| 1976-1977 | Santos F.C. (4)           |
| 1977-1978 | Arnett Gardens (1)        |
| 1978-1979 | Championnat abandonné     |
| 1979-1980 | Santos F.C. (5)           |
| 1980-1981 | Cavalier FC (1)           |
| 1981-1982 | Pas de championnat        |
| 1982-1983 | Tivoli Gardens (1)        |
| 1983-1984 | Boys' Town (1)            |
| 1984-1985 | Jamaica Defence Force (1) |
| 1985-1986 | Boys' Town (2)            |
| 1986-1987 | Seba United (1)           |
| 1987-1988 | Wadadah FC (1)            |
| 1988-1989 | Boys' Town (3)            |
| 1989-1990 | Reno FC (1)               |
| 1990-1991 | Reno FC (2)               |
| 1991-1992 | Wadadah FC (2)            |
| 1992-1993 | Hazard United (1)         |
| 1993-1994 | Violet Kickers (1)        |
| 1994-1995 | Reno FC (3)               |
| 1995-1996 | Violet Kickers (2)        |
| 1996-1997 | Seba United (2)           |
| 1997-1998 | Waterhouse FC (1)         |
| 1998-1999 | Tivoli Gardens (2)        |
| 1999-2000 | Harbour View (1)          |
| 2000-2001 | Arnett Gardens (2)        |
| 2001-2002 | Arnett Gardens (3)        |
| 2002-2003 | Hazard United (2)         |
| 2003-2004 | Tivoli Gardens (3)        |
| 2004-2005 | Portmore United (1)       |
| 2005-2006 | Waterhouse FC (2)         |
| 2006-2007 | Harbour View (2)          |
| 2007-2008 | Portmore United (2)       |
| 2008-2009 | Tivoli Gardens (4)        |
| 2009-2010 | Harbour View (3)          |
| 2010-2011 | Tivoli Gardens (5)        |
| 2011-2012 | Portmore United (3)       |
| 2012-2013 | Harbour View (4)          |
| 2013-2014 | Waterhouse FC (3)         |
| 2014-2015 | Arnett Gardens (4)        |
| 2015-2016 | Montego Bay United (1)    |
| 2016-2017 | Arnett Gardens (5)        |
| 2017-2018 | Portmore United (4)       |
| 2018-2019 | Portmore United (5)       |
| 2019-2020 | Championnat abandonné     |
| 2021      | Cavalier FC (2)           |
| 2022      | Harbour View (5)          |
| 2022-2023 | Mount Pleasant FA (1)     |
| 2023-2024 | Cavalier FC (3)           |

## Logos

Jusqu'en 2021.
Depuis 2021.